# Ямбор (село)
Ямбор (также Ямборг) — село в Табунском районе Алтайском крае, в составе Табунского сельсовета.

## География
Село расположено в центральной части Табунского района, на Кулундинской степи, к западу от озера Кулундинское. По автомобильным дорогам расстояние до районного центра села Табуны — 10 км, до краевого центра города Барнаула — 480 км.

## Население
| 1926 | 1980 | 1987 | 1997 | 1998 | 1999 | 2000 |
| ---- | ---- | ---- | ---- | ---- | ---- | ---- |
| 291  | ↘170 | ↘147 | ↘135 | ↘127 | ↘117 | ↘115 |
| 2001 | 2002 | 2003 | 2004 | 2005 | 2006 | 2007 |
| ↗139 | ↘26  | ↘2   | →2   | →2   | →2   | →2   |
| 2008 | 2009 | 2010 | 2011 | 2012 | 2013 |      |
| →2   | →2   | ↗3   | ↘2   | →2   | →2   |      |

## История
Село Ямбург основано в 1909 году переселенцами с Поволжья. До 1917 католическое село в составе Славгородской волости Барнаульского уезда Томской губернии. В 1926 г. организовано сельскохозяйственное производственное товарищество. Со временем название трансформировалось из Ямбурга в Ямборг, а затем в Ямбор.